# Брюс Уэйн (трилогия «Тёмный рыцарь»)
Брюс Уэйн (англ. Bruce Wayne), более известный под псевдонимом Бэ́тмен (англ. Batman) — персонаж трилогии «Тёмный рыцарь» (2005—2012) режиссёра Кристофера Нолана, основанный на одноимённом супергерое DC Comics, созданном Бобом Кейном и Биллом Фингером. В отличие от главного героя серии фильмов «Бэтмен» (1989—1997) Тима Бёртона и Джоэла Шумахера, эта версия персонажа, которую сыграл Кристиан Бейл, более проработанная, так как на протяжении трёх фильмов герой проходит через собственную сюжетную арку, и, по задумке Нолана, предстаёт более реалистичным человеком, чем предыдущие воплощения.
Брюс — уроженец Готэм-Сити и единственный сын богатого промышленника Томаса Уэйна, от которого он унаследовал контрольный пакет акций «Wayne Enterprises» — компании, разрабатывающей передовые технологии. В возрасте восьми лет он стал свидетелем убийства собственных родителей, после чего отправился в путешествие по миру, чтобы изучить преступную среду. По возвращении в родной город Уэйн вступил в наследство отца и начал бороться с организованной преступностью под маской линчевателя Бэтмена; на создание этого образа его вдохновил детский страх перед летучими мышами, который он решил вселить в сердца своих противников.
Бэтмен в исполнении Бейла считается одним из величайших киногероев. Некоторые критики считают его одной из причин успеха трилогии «Тёмный рыцарь», суммарные сборы которой преодолели отметку в $ 2 млрд; по их мнению, киновоплощение Бэтмена от Бейла возродило интерес общественности к этому персонажу.

## Создание образа
Первое появление Бэтмена в DC Comics состоялось в 1939 году, когда руководство издательства решило добавить в свои комиксы больше супергероев. В 1940-х годах Columbia Pictures разработала два киносериала про персонажа — «Бэтмен» (1943) и «Бэтмен и Робин» (1949); в первом случае главного героя сыграл Льюис Уилсон, а во втором — Роберт Лоури. В 1966 году, после успеха выходившего на ABC одноимённого сериала, 20th Century Fox выпустила фильм по его мотивам, в котором роль Бэтмена исполнил Адам Уэст.
Несмотря на падение популярности персонажа в последующие годы, Warner Bros. начала производство нового фильма о Бэтмене в середине 1980-х годов, после коммерческого успеха художественной адаптации комиксов про другого персонажа DC — Супермена. Компания наняла Тима Бёртона в качестве режиссёра картины, премьера которой состоялась в 1989 году; Бэтмена сыграл Майкл Китон. Фильм получил положительные отзывов от критиков и хорошо показал себя в прокате, благодаря чему Бёртон получил возможность снять его сиквел под названием «Бэтмен возвращается», в котором Китон вернулся к роли Бэтмена. Тем не менее, и Бёртон и Китон покинули франшизу после релиза фильма в 1992 году; режиссёром следующей части стал Джоэл Шумахер, а новым Бэтменом — Вэл Килмер. Картины Шумахера — «Бэтмен навсегда» (1995) и «Бэтмен и Робин» (1997), в последней из которых Джордж Клуни заменил Килмера — не смогли повторить успех дилогии Бёртона и были разгромлены профессиональными критиками, из-за чего Warner Bros. приостановила производство новых фильмов о Бэтмене.

### Разработка серии фильмов о Тёмном рыцаре
В январе 2003 года Warner Bros. наняла режиссёра картины «Помни» (2000) Кристофера Нолана для разработки нового фильма о Бэтмене; два месяца спустя к проекту присоединился основной сценарист Дэвид С. Гойер. Нолан намеревался полностью переосмыслить серию фильмов о Бэтмене и «показать раннее не исследованное прошлое персонажа». Нолан хотел построить историю вокруг человечности и реализма, изобразить «напоминающее реальный мир современное общество, в котором появляется необычный герой». При написании сценария Гойер хотел, чтобы зрители сопереживали как Бэтмену, так и его альтер эго Брюсу Уэйну. Нолан считал, что предыдущие фильмы о Бэтмене делали ставку на стиль, а не драму, поэтому решил уделить внимание развитию персонажа, как в случае с Суперменом из «одноимённого фильма» Ричарда Доннера (1978); этот же фильм побудил Нолана привлечь на роли персонажей из окружения Бэтмена звёзд первой величины, чтобы придать большей эпичности и реализма происходящим в картине событиям.
Как и Нолан, Гойер хотел перезапустить франшизу; режиссёр и сценарист воспринимали Бэтмена как глубокого персонажа, про которого можно было бы снять грандиозный, масштабный фильм, наподобие «Лоуренса Аравийского» (1962). Нолана устраивало требование продюсеров о том, что фильм не должен выходить на пределы рейтинга R, так как он хотел поставить кино, которое хотел бы увидеть сам в возрасте 11 лет. В первую очередь он опирался на комикс Денни О’Нила и Дика Джордано под названием «Человек, который упал», повествующий о странствиях Брюса Уэйна по миру; первая сцена из фильма «Бэтмен: Начало», в которой юный Брюс Уэйн упал в колодец, была адаптирована из этого комикса. Гойер же вдохновлялся работой Джефа Лоуба и Тима Сейла «Бэтмен. Долгий Хэллоуин», в частности из него он перенёс в фильм злодея Кармайна Фальконе. Ещё одним комиксом, который лёг в основу «Бэтмена: Начало» стал «Бэтмен: Тёмная победа». Также Гойер добавил в фильм подсюжет об отсутствующем в Готэме Брюсе Уэйне из произведения «Бэтмен. Год первый», что позволило ему подготовить почву для развития некоторых сюжетных событий.
В комиксах молодой Брюс Уэйн смотрел фильм про Зорро вместе со своими родителями до того, как их убили. Нолан проигнорировал эту деталь и решил вместо этого придать большей значимости летучим мышам, которые вдохновили Брюса на создание образа Бэтмена. Нолан отметил, что во вселенной «Тёмного рыцаря» отсутствуют другие супергерои, так как в противном случае у Уэйна были бы другие причины стать костюмированным борцом с преступностью.

### Кастинг

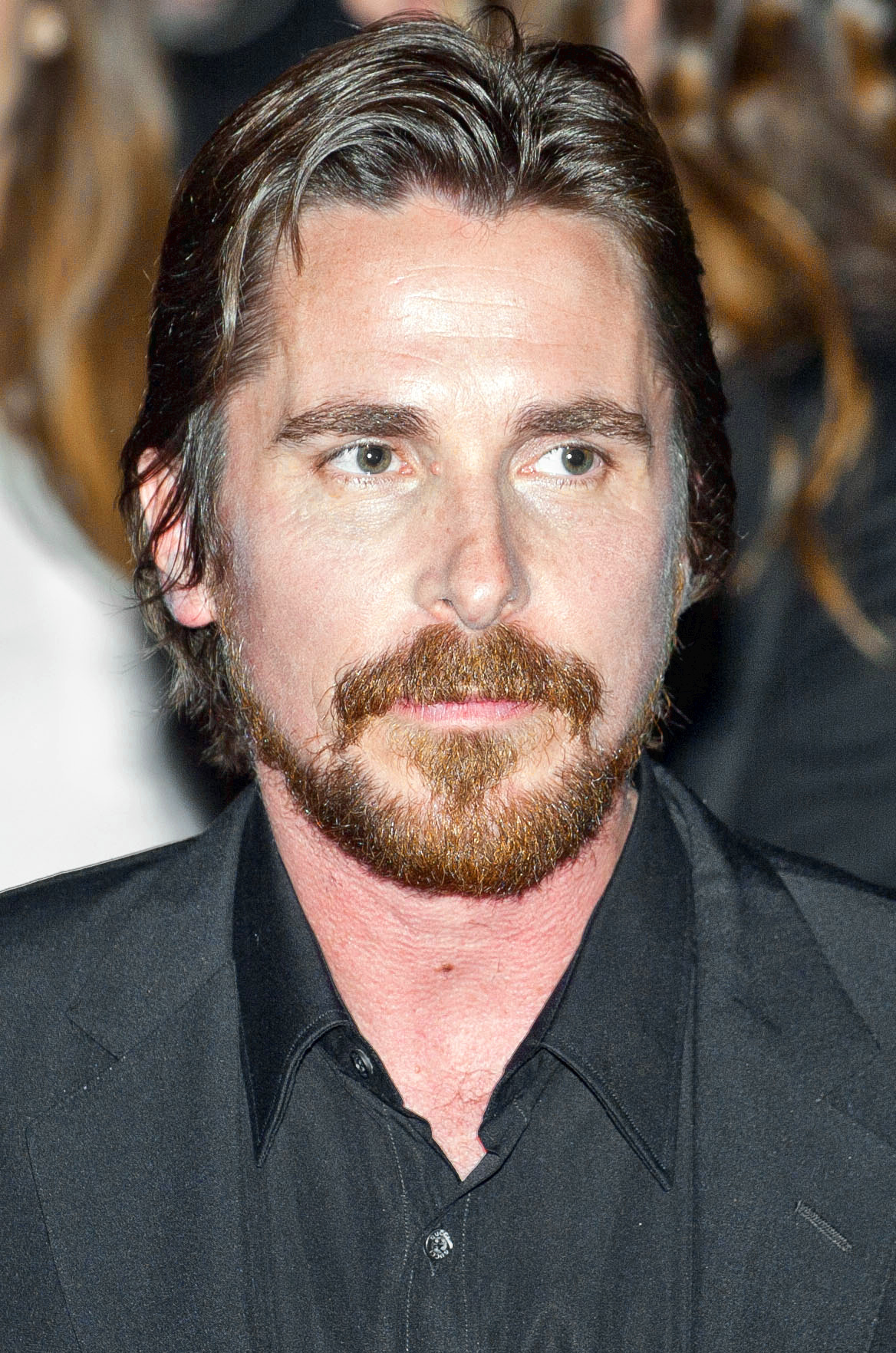
По словам Кристофера Нолана, Кристиан Бейл смог «передать тот самый баланс тьмы и света, который был свойственен персонажу»

Кристиан Бейл получил роль Бэтмена 11 сентября 2003 года; на тот момент он хоть и был известным актёром, но ещё не достиг статуса кинозвезда. Ранее Бейл хотел сыграть персонажа в так и не вышедшем фильме Даррена Аронофски. Также на роль Бэтмена пробовались следующие актёры: Эйон Бейли, Генри Кавилл, Билли Крудап, Хью Дэнси, Джейк Джилленхол, Джошуа Джексон, Хит Леджер, Дэвид Борианаз и Киллиан Мерфи. На прослушивании Бейл, Бейли и Мерфи носили Бэткостюм Вэла Килмера из фильма «Бэтмен навсегда» (1995). Актриса Эми Адамс была диктором на этом кастинге. По мнению Бейла, создатели предыдущих фильмов о Бэтмене по большей части раскрывали злодеев, а самого главного героя обходили стороной. Чтобы получить представление о своём персонаже, Бейл изучал графические романы и иллюстрации с участием супергероя. Нолан заявил, что «Бейл смог передать тот самый баланс тьмы и света, который был свойственен персонажу». По словам Гойера, в отличие от других актёров, которые могли бы хорошо сыграть либо Бэтмена, либо Брюса Уэйна, Бейл справился с обоими образами.
Бейл отметил, что он сыграл сразу четырёх персонажей: разъярённого Бэтмена, фальшивого избалованного плейбоя — чей образ Уэйн использует, чтобы отвести от себя подозрения —, одержимого местью молодого человека и более зрелого и жестокого Брюса, который нашёл своё предназначение. Также Бейл охарактеризовал Бэтмена как «очень, очень мрачного и неоднозначного персонажа». Актёр ненавидел свой супергеройский костюм, так как тот постоянно нагревался; благодаря этому он, тем не менее, легко отыгрывал сцены, в которых у его персонажа было плохое настроение. Бейл отметил: «Бэтмен должен быть жестоким, а в этом костюме ты становишься настоящим, каким и должен быть Бэтмен — не просто человеком в костюме, а другим существом». Ранее актёр снимался в картине «Машинист» (2004), для которой ему пришлось сильно похудеть, поэтому, в рамках подготовки к роли Бэтмена Бейл нанял личного тренера, чтобы тот помог ему набрать 100 фунтов (45 кг) мышц в течение двух месяцев. Достигнув необходимого веса, актёр пришёл к выводу, что его крупное телосложение не подходит быстрому и проворному Бэтмену, полагающемуся на стратегическое мышление; по этой причине, он сбросил лишние килограммы до начала съёмок. Также Бейл обучался китайскому боевому искусству вин-чун у инструктора Эрика Орама. Юного Брюса Уэйна сыграл Гас Льюис.
Бейл вернулся к роли Бэтмена в сиквеле «Бэтмена: Начало» под названием «Тёмный рыцарь», премьера которого состоялась 18 июля 2008 года. Обучившись методу Кейси, актёр самостоятельно выполнил часть своих трюков. В последний раз Бейл сыграл супергероя в заключительной части трилогии — «Тёмный рыцарь: Возрождение легенды» —, выпущенной 20 июля 2012 года. После стрельбы в кинотеатре в городе Орора во время премьерного показа «Возрождения легенды» Бейл навестил выживших в больнице Ороры, штат Колорадо. Несмотря на успех трилогии «Тёмный рыцарь», Бейл отказался от участия в потенциальном четвёртом фильме из уважения к творческому видению Нолана; также актёр отметил, что арка его героя завершилась. Тем не менее, Бейл не исключил возможности вернуться к роли Бэтмена в том случае, если Нолан решит продолжить историю.

### Голос
Хотя предыдущие исполнители роли, в частности Майкл Китон и Кевин Конрой, подбирали разные голоса для Брюса Уэйна и Бэтмена, наиболее известным считается «голос Бэтмена» Бейла. По словам Нолана, голос Бейла во многом повлиял на восприятие и успех его киновоплощения Бэтмена". Сам Бейл вспоминал, что во время примерки костюма он чувствовал себя неловко, однако, принимая во внимание трагичное прошлое Бэтмена, решил подобрать для персонажа уникальный голос, напоминающий рычание «дикого зверя».
Некоторые рецензенты неоднократно критиковали голос Бэтмена Бейла. Так, например, Дэвид Эдельштейн из NPR отметил, что Бейл исполняет роль Бэтмена с «голосом, который глубже и твёрже, чем когда-либо». Алонсо Дуральде из MSNBC охарактеризовал голос Бейла в «Тёмном рыцаре» как «жуткий скрежет», не похожий на тот голос, что актёр использовал в «Бэтмене: Начало». По мнению Дуральда, этот голос «звучал абсурдно, словно принадлежал 10-летнему ребёнку, который имитировал „взрослый“ голос во время розыгрышей по телефону».

### Бэткостюмы

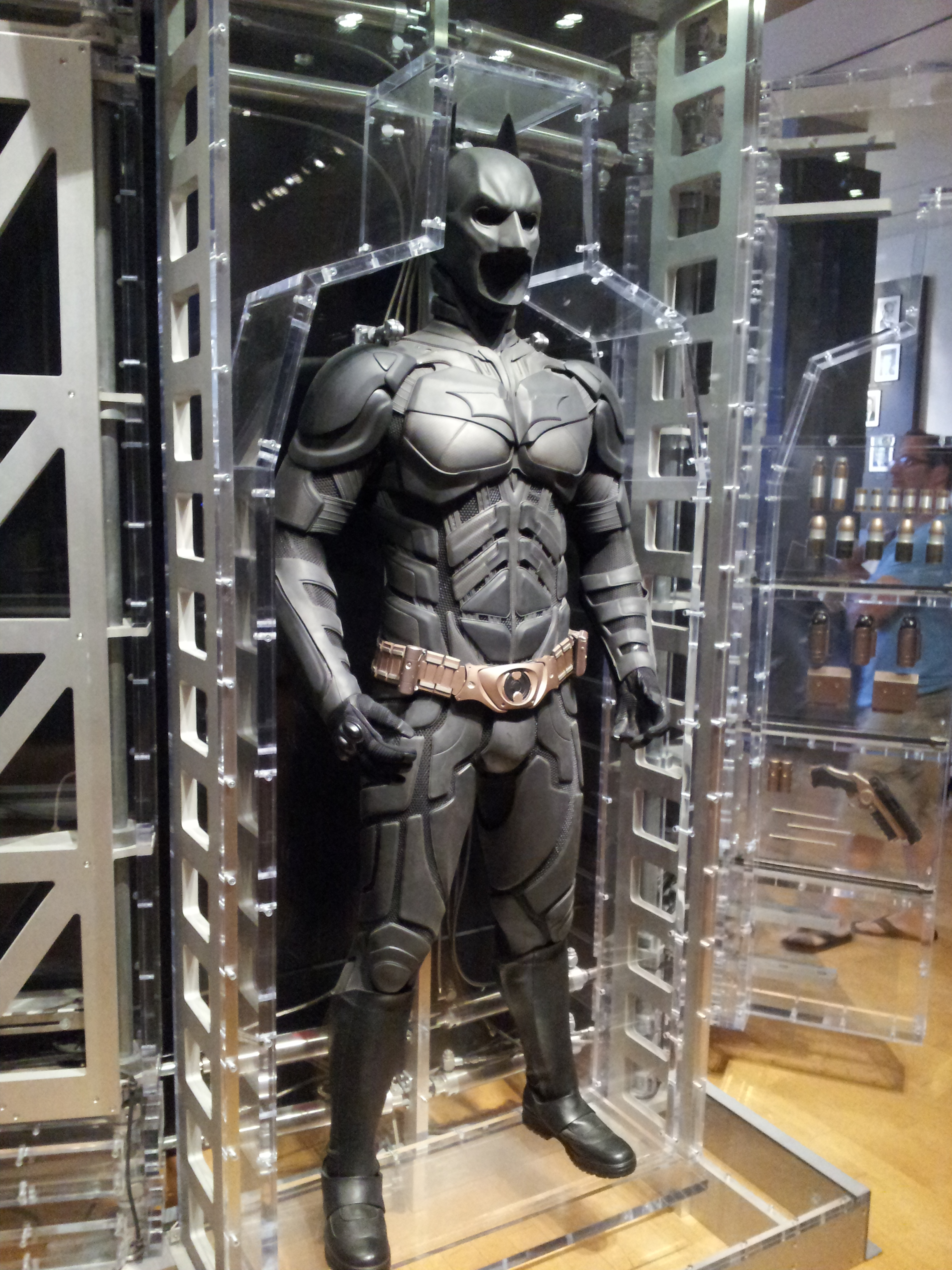
Костюм Бэтмена из фильма «Тёмный рыцарь»

Создатели фильма «Бэтмен: Начало» намеревались создать подвижный Бэткостюм, чтобы его носитель мог свободно сражаться и приседать. Костюмы из предыдущих фильмов были более жёсткими, а носившие их актёры и каскадёры не могли свободно крутить головой. Художник по костюмам Линди Хемминг и её команда работали над бронёй Тёмного рыцаря в мастерской FX под кодовым названием «Кейптаун», охраняемом комплексе, расположенном в «Shepperton Studios» в Лондоне. По большей части Бэкостюм состоял из неопренового нательного белья с прикреплёнными к нему кремовыми латексными пластинами. Команда сделала слепок с тела Бейла, чтобы создать костюм исходя из телосложения актёра. Во избежание дефектов, которые могли бы возникнуть из-за использования глины, для сглаживания поверхности специалисты задействовали пластилин. Также команда экспериментировала с различными типами пены, чтобы подобрать наиболее подходящий материал; пена становилась менее прочной из-за затемнения, к которому специалисты прибегали, чтобы она лучше сочеталась с костюмом.
Для фильма «Тёмный рыцарь» Нолан, Хемминг и другие художники-постановщики — Нейтан Кроули и Джейми Рама — переработали Бэткостюм, чтобы сделать его практичным и гибким; они изготовили его из эластичного материала, поверх которого нанесли более ста уретановых доспехов. В новом Бэткостюме Бейл мог двигаться быстрее, поэтому актёр решил не набирать мышечную массу до уровня его героя из первой части. Кроме того, костюм позволял Бейлу более убедительно драться в экшен-сценах.

## Характеристика
Брюс Уэйн чрезвычайно предан своему делу по борьбе с преступностью. Время от времени он действует вопреки законам и нормам морали, за что и получил прозвище «Тёмный рыцарь», в отличие от Харви Дента, который боролся с преступностью законными методами и был известен как «Белый рыцарь» Готэма вплоть до становления Двуликим.
Наиболее отличительной чертой личности Брюса является его строгий моральный кодекс: несмотря на нанесение жестоких увечий преступникам, которым он противостоит, Уэйн отказывается убивать своих противников, так как считает, что в противном случае будет ничем не лучше них.
В глазах общественности Брюс Уэйн выдаёт себя за избалованного, недалёкого плейбоя, чтобы отвести от себя подозрения. Став городским линчевателем он создал образ жуткого, таинственного, напоминающего летучую мышь существа, которое вселяет страх в сердца преступников и служит символом надежды и справедливости для жителей Готэма.

### Способности
Бэтмен — высококвалифицированный мастер боевых искусств, который обучился ниндзюцу у Ра’са аль Гула, лидера элитной организации убийц «Лига Теней». Благодаря своей физической подготовке Брюс Уэйн смог в одиночку противостоять отряду офицеров SWAT и победить группу ниндзя из «Лиги Теней» с минимальными травмами. Ещё до обучения под руководством Ра’са Брюс уже был опытным уличным бойцом, изучившим стили животных китайских боевых искусств и джиу-джитсу, будучи в состоянии сражаться с шестью преступниками в тюремной драке, из-за чего охранники запирали его в одиночном карцере, чтобы «защитить» других заключённых.
За время скитаний по миру Уэйн выучил другие языки, включая китайский.
Ко всему прочему, Бэтмен обладает острым умом и является опытным детективом, стратегом и инженером. Он продемонстрировал исключительные навыки скрытности, которые позволили ему незаметно исчезнуть или подкрасться к другим людям. Благодаря своему огромному состоянию Брюс владеет передовыми технологиями, необходимыми для борьбы с преступностью.

## Биография

### «Бэтмен: Начало» (2005)
Брюс Уэйн родился городе Готэм-Сити, в семье богатого промышленника Томаса Уэйна и его жены Марты. В детстве он упал в колодец, находившийся на территории поместья его родителей. Там на юношу напала стая летучих мышей, что вылилось в хироптофобию. Однажды семья Уэйнов посетила оперу «Мефистофель», во время просмотра которой Брюс испугался похожего на летучую мышь персонажа и попросил родителей уйти из театра. По пути домой они столкнулись с уличным грабителем по имени Джо Чилл, который застрелил мать и отца Брюса у него на глазах. Вскоре после этого полицейский Джеймс Гордон накинул на плечи мальчика куртку и сообщил ему, что они поймали убийцу его родителей. Следующие несколько лет Брюс рос под опекой дворецкого семьи Уэйнов Альфреда Пенниуорта.
Пятнадцать лет спустя Брюс посещает слушание по делу Чилла, по окончании которого судья выносит решение об условно-досрочном освобождении преступника. Не желая, чтобы убийца его родителей вышел на свободу, Брюс решает застрелить его, однако, прежде чем Уэйн успевает отомстить, Чилла убивает приспешница криминального авторитета Кармайна Фальконе, против которого Чилл собирался дать показания. Брюс рассказывает об этом инциденте своей подруге детства Рэйчел Доуз, которая испытывает отвращение, узнав о том, что тот собирался предпринять и читает ему нотацию о разнице между справедливостью и местью. Её слова побуждают Уэйна бросить вызов Фальконе, однако тот подавляет решимость Брюса своим влиянием и молодой человек решает покинуть Готэм, чтобы изучить изнанку преступного мира. В какой-то момент он попадает в тюрьму в Бутане, где местные охранники сажают его в одиночную камеру за грабёж и участие в тюремной драке. Там его посещает таинственный человек по имени Анри Дюккард, который предлагает Брюсу присоединиться к элитной организации линчевателей «Лига Теней». Во время тренировок с Дюккардом Уэйн преодолевает свой страх и приобретает навыки убийцы. Тем не менее, он отказывается выполнять последнее испытание — казнить вора. Узнав о намерении Лиги уничтожить оплот преступности — его родной город Готэм — Брюс совершает диверсию и поджигает базу Лиги, а вместе с тем и её лидера Ра’с аль Гула, однако сохраняет жизнь Дюккарду.
Брюс возвращается в Готэм с намерением использовать приобретённые боевые навыки для борьбы с преступностью. Он знакомится с архивариусом компании «Wayne Enterprises», Люциусом Фоксом, который предоставляет ему доступ к прототипам защитных технологий, включая боевой костюм и тяжелобронированную машину. Брюс создаёт секретную базу в пещере под поместьем Уэйнов и придумывает альтер-эго Тёмного рыцаря Готэма, «Бэтмена»; на создание этого образа его вдохновляет детский страх перед летучими мышами, который он собирается вселить в сердца своих противников. Уэйн притворяется избалованным миллиардером в глазах общественности, чтобы отвести от себя подозрения. К борьбе с организованной преступностью он также привлекает Рэйчел, ставшую помощником окружного прокурора города, и сержанта полиции Гордона.
Однажды ночью, во время патрулирования улиц Готэма в образе Бэтмена, Брюс перехватывает партию наркотиков Фальконе, передаёт их владельца властям и предоставляет Рэйчел и Гордону компрометирующие доказательства, чтобы они смогли с их помощью посадить Фальконе в тюрьму. Коррумпированный главный психиатр Лечебницы Аркхем доктор Джонатан Крейн доводит Фальконе до безумия с помощью сильнодействующего галлюциногенного газа. Бэтмен вступает в конфронтацию с Крейном, который отравляет его тем же газом, однако Альфред спасает Брюса, а Фокс вводит ему противоядие.
Когда Рэйчел предъявляет Крейну обвинение в коррупции, тот заявляет о намерении отравить своим наркотиком систему водоснабжения Готэма. Этим же наркотиком Крейн накачивает и Рэйчел, однако Бэтмен, в конечном итоге, побеждает его, после чего Крейн раскрывает имя своего работодателя — Ра’с аль Гула. Бэтмен ускользает от полиции и переносит Рэйчел в безопасное место, где приводит её в чувство, а затем отдаёт экземпляр противоядия Гордону и ещё один для массового производства.
На вечеринке по случаю дня рождения Брюса появляется Дюкард, который оказывается настоящим Ра’с аль Гулом. С помощью украденного у «Wayne Enterprises» микроволнового излучателя он планирует испарить систему водоснабжения Готэма, чтобы наркотик Крейна отравил воздушное пространство над городом. Затем Ра’с поджигает поместье Уэйнов и оставляет Брюса умирать, однако того спасает Альфред. Ра’с загружает микроволновый излучатель в монорельсовую систему Готэма, чтобы добраться с её помощью до системы водоснабжения города. Бэтмен спасает Рэйчел от одурманенных газом преступников и косвенно раскрывает ей свою личность. С помощью пушек тяжелобронированной машины Бэтмена Гордон разрушает пути монорельса, в то время как Брюс побеждает Ра’са и оставляет наставника умирать в совершившем крушение поезде.
Брюс завоёвывает уважение и любовь Рэйчел, однако та приходит к выводу, что не может быть с ним, пока Готэму нужен Бэтмен. В конечном итоге Бэтмен становится героем города, а Гордон получает звание лейтенанта; однажды он вызывает Бэтмена с помощью Бэт-сигнала и рассказывает ему о преступнике, который оставляет на месте своих преступлений игральные карты Джокера.

### «Тёмный рыцарь» (2008)
За несколько лет своей супергеройской деятельности Бэтмен становится серьёзной угрозой для мафии Готэм-Сити, а также символом для других линчевателей, которые подражают его образу в их собственной борьбе с преступностью. Бэтмен останавливает самозванцев, когда те пытаются сорвать сделку Крейна по продаже наркотиков; во время этой операции он получает серьёзную травму, которая побуждает его создать новый костюм. Между тем он и Гордон решают привлечь к их противостоянию с мафией нового окружного прокурора Готэма Харви Дента. Несмотря на то, что Дент является нынешним парнем Рэйчел, Брюс глубоко уважает его методы и убеждения и надеется доверить ему безопасность города, чтобы он мог перестать быть Бэтменом и жить обычной жизнью вместе с Рэйчел. Брюс отправляется в Гонконг под прикрытием отдыха на яхте в окружении русских балерин, чтобы захватить бухгалтера мафии Лау и передать его Гордону и Денту, которые намереваются с его помощью конфисковать деньги мафии. В это же время Бэтмен и Гордон узнают об эксцентричном грабителе банков, известном как «Джокер».
В отместку за кратковременный арест боссы мафии Сэл Марони и Чечен отдают Джокеру половину своих денег, чтобы тот убил Бэтмена. Джокер выпускает публичное обращение, в котором угрожает ежедневно убивать людей, до тех пор, пока Бэтмен не раскроет свою истинную личность. Когда Джокер осуществляет свою угрозу, убив комиссара Лоэба и, по всей видимости, Гордона, Брюс решает сдаться полиции, однако его опережает Дент, который публично заявляет, что он и есть Бэтмен, чтобы выманить Джокера. Тот пытается убить Дента во время транспортировки прокурора в участок, но его останавливают Бэтмен и Гордон, который ранее инсценировал свою смерть.
Заключив Джокера под стражу, Бэтмен и повышенный до должности комиссара полиции Гордон вскоре узнают об исчезновении Дента. В отчаянии Бэтмен лично допрашивает Джокера; тот раскрывает, что его люди держат Рэйчел и Дента в противоположных концах города, достаточно далеко друг от друга, чтобы у Бэтмена не было времени спасти их обоих. Бэтмен отправляется за Рэйчел, а Гордон и полиция — за Дентом. Из-за махинаций Джокера Бэтмен прибывает в место заключения Дента, тогда как Гордон и его подчинённые не успевают добраться до Рэйчел; в конечном итоге она погибает во взрыве, организованном людьми Джокера; хотя Бэтмену удаётся спасти Дента из аналогичного взрыва, на прокурора попадает огонь, который сжигает левую половину его лица. В то время как Брюс оплакивает смерть Рэйчел, Альфред решает не отдавать ему письмо от погибшей возлюбленной, в котором та обозначила выбор в пользу Дента. Между тем Джокер убеждает Дента отомстить людям, которых тот винит в смерти Рэйчел — Гордону и Бэтмену.
Некоторое время спустя, Джокер угрожает взорвать больницу, если жители Готэма не убьют бухгалтера «Wayne Enterprises» Коулмана Риза, который раскрыл тайну личности Бэтмена и собирался обнародовать её на телевидении. Брюс рискует своей жизнью, чтобы спасти его, после чего тот решает хранить молчание. Джокер похищает автобус с людьми, которых затем сажает на оснащённый взрывчаткой паром и угрожает убить их, если они не взорвут другой заминированный паром полный заключённых с помощью дистанционного детонатора; в это время люди Джокера удерживают в заложниках ещё одну группу жителей города. Бэтмен убеждает Фокса использовать гидролокатор для наблюдения за всем Готэмом, чтобы он мог найти Джокера. Супергерой освобождает заложников и побеждает Джокера; при этом ни одна группа людей на паромах не уничтожает другую. Тем не менее, Джокер заявляет, что жители Готэма потеряют веру в человечество, как только узнают о преступлениях Дента, ставшего жестоким линчевателем «Двуликим». Услышав об этом, Бэтмен отправляется на поиски Дента, оставив Джокера полиции.
Бэтмен находит прокурора, когда тот держит в заложниках Гордона и его семью на месте смерти Рэйчел. Дент угрожает убить сына Гордона, чтобы тот испытал боль от потери любимого человека, однако Бэтмен убеждает его вынести приговор людям, которых тот считает виновными в смерти Рэйчел. Дент подбрасывает свою счастливую монету, чтобы определить их судьбу; по результатам жеребьёвки он стреляет в Бэтмена, а самому себе сохраняет жизнь. Когда дело доходит до Гордона, выживший благодаря своему бронежилету Бэтмен сбивает Дента с уступа и тот разбивается при падении с высоты; Бэтмен же получает серьёзную травму ноги. Тёмный рыцарь берёт на себя вину за преступления Дента, после чего бросается в бегство от преследующих его полицейских.

### «Тёмный рыцарь: Возрождение легенды» (2012)
В течение следующих восьми лет Брюс, который по-прежнему скорбит по Рейчел, ведёт затворнический образ жизни. За время его отсутствия у «Wayne Enterprises» начались финансовые трудности после того, как Брюс прекратил разработку проекта термоядерного реактора, узнав, что его можно использовать как оружие. Тем не менее, старания Уэйна по избавлению Готэма от преступности увенчались успехом: используя образ Дента как героя-мученика, Гордон и политики Готэма искоренили организованную преступность в городе с помощью Акта Дента, закона, который дал полиции повышенные полномочия. Брюс отмечает «День Харви Дента» в поместье Уэйнов, однако сам не принимает участия в торжестве. Пробравшаяся на приём «кошка-воровка» Селина Кайл крадёт жемчужное ожерелье, принадлежавшее покойной матери Брюса, и сбивает Уэйна с ног, когда тот пытается её остановить. Брюс приходит к выводу, что ей были нужны его отпечатки пальцев, а не ожерелье. Он выслеживает Селину на гала-концерте и забирает ожерелье, однако девушка скрывается на его машине.
Вскоре после этого к Уэйну приходит офицер полиции Джон Блейк, который рассказывает ему о нападении на Гордона со стороны Бейна, изгнанного члена «Лиги Теней». Также Блейк даёт понять, что ему известна тайна личности Бэтмена и просит Брюса вернуться к деятельности Тёмного рыцаря.
Вопреки протестам Альфреда, Брюс вновь становится Бэтменом, чтобы остановить Бейна, однако из них двоих полиция выбирает своей первостепенной целью человека в костюме летучей мыши. По возвращении домой у Брюса возникает конфликт с Альфредом, который боится, что может потерять Брюса, как когда-то потерял его родителей. Альфред сообщает, что Рэйчел предпочла ему Дента, и покидает поместье Уэйнов.
Бэтмен спасает Селину от Бейна и его людей и отступает на гигантском воздушном корабле Бэтвинге, разработанном Фоксом. Удивлённая тем фактом, что Бэтмен и есть тот самый «влиятельный друг», о котором ей рассказывал Уэйн, Селина сообщает ему, что она продала отпечатки пальцев Уэйна его конкуренту Джону Даггетту. Эти отпечатки попадают в руки Бейна, который осуществляет с их помощью серию транзакций, в результате чего Брюс становится банкротом. Члены попечительского совета «Wayne Enterprises» увольняют Брюса, но тот убеждает генерального директора Миранду Тейт помешать Даггетту захватить управление компанией. Затем Бейн убивает Даггетта, который втайне работал на него. Брюс и Миранда проводят ночь вместе, после чего Селина отводит его в убежище Бейна. Тот заявляет о своём намерении завершить миссию Рас аль Гула по уничтожению Готэма. Затем Бейн ломает спину Бэтмену и отвозит его в подземную тюрьму посреди ближневосточной пустыни. Заключённые рассказывают Брюсу историю о родившемся в этой тюрьме ребёнке Ра’с аль Гула — единственном узнике, которому удалось сбежать. По телевизору из камеры Брюс беспомощно наблюдает за тем, как Бейна превращает Готэм в нейтральную зону — освобождает преступников, заманивает в ловушку полицию и раскрывает правду о преступлениях Дента.
Несколько месяцев спустя восстановивший силы Брюс сбегает из тюрьмы и возвращается в Готэм, после того, как Бейн захватил город, который он планирует уничтожить с помощью термоядерного реактора Уэйна. Бэтмен освобождает полицейских, которые помогают ему в противостоянии с армией Бейна на улицах Готэма. Хотя Бэтмену, в конечном итоге, удаётся победить Бейна, ситуацию осложняет Миранда, чьё настоящее имя Талия аль Гул; она клянётся завершить дело своего отца и отомстить за его смерть. Талия активирует детонатор от бомбы, однако Гордон успевает заблокировать сигнал. Талия отправляется на поиски бомбы, поручая Бейну разобраться с Бэтменом, однако последнего убивает Селина. Бэтмен и Селина бросаются в погоню за Талией, чтобы вернуть бомбу обратно в камеру реактора, где её можно стабилизировать. Талия попадает в аварию, но, прежде чем умереть, она успевает разрушить камеру реактора. Не имея иной возможности предотвратить взрыв, Бэтмен использует Бэтвинг, чтобы перенести бомбу подальше от города, где та, в конце концов, взрывается. Перед взлётом Бэтмен целует Селину и косвенно раскрывает свою личность Гордону.
Бэтмен и Брюс считаются погибшими после недавних событий; последнего жители города вновь признают своим героем. Поместье Уэйнов становится детским приютом, а дом Брюса переходит в собственность Альфреда. Гордон обнаруживает починенный Бэт-сигнал, а Фокс узнаёт, что Брюсу удалось починить неисправный автопилот Бэтвинга. Во время отпуска во Флоренции Альфред посещает своё излюбленное кафе, где замечает выжившего Брюса в компании Селины. Блейк уходит из полиции и получает от Уэйна координаты Бэтпещеры.

## В других медиа

### Аниме-фильм
Бэтмен появляется в аниме-фильме «Бэтмен: Рыцарь Готэма» (2008), действие которого происходит во вселенной трилогии «Тёмный рыцарь». Фильм представляет собой сборник из шести историй, анимированных различными аниме-студиями. События фильма разворачиваются между картинами «Бэтмен: Начало» и «Тёмный рыцарь», однако, по словам продюсеров аниме, сюжет этого проекта не является каноном трилогии. Помимо обычных преступников Готэма Бэтмен противостоит таким суперзлодеям как Дэдшот, Пугало и Убийца Крок. Бэтмен говорит голосом Кевина Конроя, который также озвучил персонажа в одноимённом мультсериале (1992), игровой серии Batman: Arkham и многих других медиа. Юного Брюса Уэйна озвучила Хинден Уолч.

### Видеоигры
Бейл озвучил персонажа в игре Batman Begins (2005), основанной на одноимённом фильме. Изначально эта версия Бэтмена должна была появиться в так и не вышедшей игре Batman: The Dark Knight по мотивам второй части трилогии. Шон Шеммель озвучил Бэтмена в мобильной игре The Dark Knight Rises (2012), основанной на заключительном фильме трилогии.
В 2015 году костюм из фильма Кристофера Нолана «Тёмный рыцарь» был добавлен в игру Batman: Arkham Knight (2014) в качестве альтернативного скина; это произошло во время бесплатного декабрьского обновления.

## Восприятие
Киновоплощение Бэтмена Кристиана Бейла получило широкое признание критиков, однако сам Бейл посчитал, что мог бы куда лучше сыграть эту роль. Перед премьерой фильма «Бэтмен против Супермена: На заре справедливости» (2016), The Guardian разобрал предыдущие интерпретации Бэтмена на экране, включая версию Бейла, и назвал её самой сбалансированной и реалистичной, особенно в картине «Бэтмен: Начало», резюмируя, что «Бейл подарил нам Бэтмена, в существование которого мы так или иначе могли бы поверить». В июне 2019 года российское новостное интернет-издание Lenta.ru со ссылкой на журнал The Hollywood Reporter сообщило, что компания Morning Consult провела опрос американских зрителей на выбор лучшего исполнителя роли Бэтмена; версия Бейла заняла 1-е место, опередив воплощение Майкла Китона на 1 % голосов. Одним из немногих недостатков данной итерации отмечается «хриплый» голос Кристиана Бейла в образе Бэтмена, который подвергся критике и высмеиванию со стороны некоторых фанатов, впоследствии став интернет-мемом.
На сегодняшний день «Тёмный рыцарь» и «Тёмный рыцарь: Возрождение легенды» являются самыми прибыльными фильмами в карьере Бейла, а все части трилогии «Тёмный рыцарь» считаются одними из величайших фильмов о супергероях всех времён. Роль Бэтмена принесла Бейлу известность во всём мире. Он получил множество наград и номинаций за все три фильма, включая кинопремию «Империя» за лучшую мужскую роль.

### Награды и номинации
| Фильм                                | Год  | Премия                    | Категория                     | Номинант      | Результат | Примечания |
| ------------------------------------ | ---- | ------------------------- | ----------------------------- | ------------- | --------- | ---------- |
| «Бэтмен: Начало»                     | 2005 | Приз зрительских симпатий | Лучший международный актёр    | Кристиан Бейл | Победа    | [ 49 ]     |
| «Бэтмен: Начало»                     | 2005 | Golden Schmoes            | Лучший актёр года             | Кристиан Бейл | Номинация | [ 49 ]     |
| «Бэтмен: Начало»                     | 2006 | Сатурн                    | Лучший киноактёр              | Кристиан Бейл | Победа    | [ 49 ]     |
| «Бэтмен: Начало»                     | 2006 | MTV Movie                 | Лучший киногерой              | Кристиан Бейл | Победа    | [ 49 ]     |
| «Бэтмен: Начало»                     | 2006 | Scream Awards             | Лучшее героическое исполнение | Кристиан Бейл | Номинация | [ 49 ]     |
| «Бэтмен: Начало»                     | 2006 | Scream Awards             | Лучший супергерой             | Кристиан Бейл | Номинация | [ 49 ]     |
| «Бэтмен: Начало»                     | 2006 | Империя                   | Лучшая мужская роль           | Кристиан Бейл | Номинация | [ 49 ]     |
| «Тёмный рыцарь»                      | 2008 | Сатурн                    | Лучший киноактёр              | Кристиан Бейл | Номинация | [ 50 ]     |
| «Тёмный рыцарь»                      | 2008 | Кинонаграды MTV           | Лучшая мужская роль           | Кристиан Бейл | Номинация | [ 50 ]     |
| «Тёмный рыцарь»                      | 2008 | People’s Choice Awards    | Лучший супергерой             | Кристиан Бейл | Победа    | [ 50 ]     |
| «Тёмный рыцарь»                      | 2008 | Империя                   | Лучшая мужская роль           | Кристиан Бейл | Победа    | [ 50 ]     |
| «Тёмный рыцарь»                      | 2008 | National Movie Awards     | Лучшая мужская роль           | Кристиан Бейл | Номинация | [ 50 ]     |
| «Тёмный рыцарь: Возрождение легенды» | 2012 | Сатурн                    | Лучший киноактёр              | Кристиан Бейл | Номинация | [ 51 ]     |
| «Тёмный рыцарь: Возрождение легенды» | 2012 | Critics Choice Awards     | Лучший актёр боевика          | Кристиан Бейл | Номинация | [ 51 ]     |
| «Тёмный рыцарь: Возрождение легенды» | 2012 | MTV Movie                 | Лучшее появление без рубашки  | Кристиан Бейл | Номинация | [ 51 ]     |
| «Тёмный рыцарь: Возрождение легенды» | 2012 | MTV Movie                 | Лучший герой                  | Кристиан Бейл | Номинация | [ 51 ]     |
| «Тёмный рыцарь: Возрождение легенды» | 2012 | People’s Choice Awards    | Лучший супергерой             | Кристиан Бейл | Номинация | [ 51 ]     |
| «Тёмный рыцарь: Возрождение легенды» | 2012 | Teen Choice Awards        | Лучший актёр боевика          | Кристиан Бейл | Номинация | [ 51 ]     |